# WAVE G
謝景麒（Hsieh Ching Chi，1981年9月5日—），專業名WAVE G，台灣華語流行音樂編曲家、詞曲作家、音樂製作人。現階段著重於詞曲創作與音樂製作以及培育音樂新人及影像創作。

## 生平
謝景麒出生於台灣。2000年參加《MTV 新聲鬥陣賽》之後，開啓了音樂之路。2004年從電視配樂中嶄露頭角，在華語流行音樂的編曲之曲風多元，風格多以鋼琴絃樂表現出的大氣抒情歌曲。
2000年，MTV音樂台《新聲鬥陣賽》創作組亞軍。2003年，第十五屆香港CASH 流行曲創作大賽台灣區初賽入選。2004年，修讀文化大學推廣部DTEC編曲課程。
2010年為上海世博上海琉璃藝術博物館《琉璃工房-女媧補天》的動畫配樂。2011年創立愛世紀聲像。2014年為世足中文主題曲編曲。2015年為《小時代4：靈魂盡頭》片尾曲的音樂進行製作。 2016年為《SNH48-Team X 3rd Stage》「夢想的旗幟」的劇場公演編曲。2017年，為愛世紀聲像製作發行獨立雙人組合 ABS-首張數位EP《ABS 解悶》、與製作發行甜美勾勾女新人徐藝的首張EP《誰說的二十歲的女孩不能唱一首這麼慘的情歌》。
電視配樂作品有：《Silence-深情密碼》、《轉角遇到愛》、《美味關係》、 《牽牛花開的日子》; 編曲作品收錄於華語歌手：蔡依林、A-Lin、蕭敬騰、陶喆、羅志祥、蔡旻佑、楊丞琳、品冠、林育羣、丁噹、張韶涵、范瑋琪、郭靜、喬任梁、陳學冬、楊宗緯、蕭煌奇、黃妃、陳零九、林佳音（花兒）等多位著名歌手專輯中。
其講師經歷：台北城市大學與MÜST社團法人中華音樂著作權協會所主辦之【2015音樂創作人才培訓國際工作坊】編曲基礎班的講座講師。

## 編曲作品
| 年份 | 歌手                     | 專輯                                                     | 發行日         | 曲目 | 發行公司                        |
| ---- | ------------------------ | -------------------------------------------------------- | -------------- | --- | ------------------------------- |
| 2003 | SAYA                     | SOLO                                                     | 2003年10月10日 | 舞功夫 | BMG                             |
| 2004 | S.H.E                    | 奇幻旅程                                                 | 2004年2月6日   | 茱羅紀 | 華研唱片                        |
| 2005 | 蔡依林                   | J-Game                                                   | 2005年4月25日  | Intro | Sony BMG                        |
| 2005 | 楊丞琳                   | 曖昧                                                     | 2005年9月9日   | - 乖不乖 - 不見 | Sony BMG                        |
| 2005 | 康晉榮（康康）           | 管你媽媽嫁給誰                                           | 2005年10月28日 | - 我的家庭 - 乾杯 - 逗陣 | Sony BMG                        |
| 2006 | 楊丞琳                   | 遇上愛                                                   | 2006年3月17日  | - 芥末巧克力 - 自然而然 | Sony BMG                        |
| 2006 | 陳揚傑                   | 似火                                                     | 2006年5月17日  | 深情歌、情人朋友 （页面存档备份，存于） | 中唱數碼娛樂                    |
| 2006 | 黑澀會美眉（黑Girl）     | 美眉私密日記：我愛黑澀會美眉-EP                          | 2006年7月14日  | 我愛黑澀會 I Love Blackie's Teenage Club (Rap－黑人老大) | 福茂唱片                        |
| 2006 | 夏卡毛樂團( SHOCK MALL ) | 拼                                                       | 2006年8月4日   | - 臭耳人 - 這些日子 | 動脈音樂                        |
| 2006 | 劉亦菲                   | 劉亦菲                                                   | 2006年8月31日  | 做你的秒鐘 | 日本SONY                        |
| 2006 | U Girl                   | 優女生-EP                                                | 2006年9月18日  | U-Girl優女生 | 完全娛樂                        |
| 2006 | 蔡旻佑                   | 19                                                       | 2006年10月6日  | 夢不落帝國 | Sony BMG                        |
| 2006 | 蔡依林                   | 最愛 Live Concert音樂精選                                | 2006年11月3日  | - 看我72變＋愛情三十六計＋招牌動作（經典舞曲live版） - 說愛你＋就是愛＋布拉格廣場（雙J經典舞曲live版） - 假面的告白＋檸檬草的味道（經典抒情live版） - 衣服占心術 (Remix) | Sony BMG                        |
| 2006 | 黑澀會美眉（黑Girl）     | 美眉私密的一天 - 粉紅高壓電-EP                           | 2006年12月15日 | - Shake It Baby - 晴天娃娃 | 福茂唱片                        |
| 2006 | 黑澀會美眉（黑Girl）     | 美眉私密的一天 - 甜心轟炸機-EP                           | 2006年12月15日 | - Shake It Baby - 123木頭人 | 福茂唱片                        |
| 2007 | 張韶涵                   | 夢裡花                                                   | 2007年1月12日  | 尋寶 | 福茂唱片                        |
| 2007 | 內地歌手-海麒            | 絕情搖滾                                                 | 2007年3月30日  | 悲傷的情歌、不知所措、無情的情書 | 金律唱片                        |
| 2007 | 周蕙                     | 台灣偶像劇：轉角*遇到愛 插曲                             | 2007年6月8日   | 該忘了你對不對 | Sony BMG                        |
| 2007 | 楊士萱                   | 台灣偶像劇：親親小爸 主題曲                              | 2007年2月-日   | 壞壞沒禮貌 | 未實體發行                      |
| 2007 | 翼勢力、企鵝             | 台灣偶像劇：18禁不禁 插曲                                | 2007年5月15日  | 18愛不愛 | 種子音樂                        |
| 2007 | 田欣                     | 台灣偶像劇：我要變成硬柿子 片尾曲、插曲                  | 2007年7月18日  | 我們是戀愛的人、我很好 | EMI 百代专辑流派                |
| 2007 | 內地歌手-何洁            | 明明不是Angel                                            | 2007年11月20日 | 獨一無二 | 天娱传媒                        |
| 2007 | 內地歌手-谭维维          | 耳界                                                     | 2007年12月14日 | 做錯 | 天娱传媒                        |
| 2007 | 何潤東                   | 我只在乎你                                               | 2007年12月12日 | 我只在乎你 | 多利安                          |
| 2007 | 內地歌手-李一可          | 缺一不可                                                 | 2007年12月19日 | - 小心輕放 - Woo Woo Woo - 雨中曼波 - 舞領風騷 | 华友飞乐                        |
| 2007 | 黑澀會美眉（黑Girl）     | 美眉私密Party：幸福的泡泡                                | 2007年6月7日   | 幸福的泡泡 | 福茂唱片                        |
| 2008 | 楊宗緯                   | 鴿子                                                     | 2008年1月11日  | - 讓 - 存愛 | 華納唱片                        |
| 2008 | 新人女子團體-2女         | BLAH BLAH BLAH                                           | 2008年2月29日  | 你說 | Sony BMG                        |
| 2008 | 品冠                     | 那些女孩教我的事                                         | 2008年4月18日  | 那些女孩教我的事 | 相信音樂                        |
| 2008 | 蔡旻佑                   | 搜尋蔡旻佑                                               | 2008年7月11日  | - 阿姆斯壯 - 希區考克 作品152 | Sony BMG                        |
| 2008 | 田欣                     | EMI-本色-百代音樂人創作                                  | 2008年7月25日  | 我們是戀愛的人、我很好 | EMI 百代专辑流派                |
| 2008 | A-Lin                    | 天生歌姬                                                 | 2008年8月15日  | - 今晚你想念的人是不是我 - P.S.我愛你 - Shine | Avex                            |
| 2009 | 梁靜茹                   | 靜茹＆情歌-別再為他流淚                                  | 2009年1月16日  | 屬於 | 相信音樂                        |
| 2009 | 羅文聰、葉家妤           | 羅文聰的伴手歌系列I-民視大戲娘家對唱專輯                 | 2009年1月21日  | 暫時做憨人 | 福茂唱片                        |
| 2009 | 盧學叡                   | 可不可以愛＿我                                           | 2009年4月17日  | 純屬虛構 | Sony BMG                        |
| 2009 | 品冠                     | 一切為了愛                                               | 2009年6月19日  | 走路回家 | 相信音樂                        |
| 2009 | 丁噹                     | 夜貓 （台灣偶像劇：下一站，幸福 主題曲)                  | 2009年9月29日  | 我愛他 | 相信音樂                        |
| 2009 | 蔡旻佑                   | 寂寞，好了                                               | 2009年12月12日 | - 寂寞，好了 - 你看不到的天空 | SONY MUSIC                      |
| 2009 | 蕭煌奇                   | 愛作夢的人                                               | 2009年12月18日 | - 愛作夢的人 - 斷線的吉他 | 喜瑪拉雅                        |
| 2009 | A-Lin                    | 以前，以後 (紅心字會弱勢兒童營養餐費公益計畫主題曲)      | 2009年12月28日 | 家 | Avex                            |
| 2010 | 楊丞琳                   | Rainie＆Love....? 雨愛                                   | 2010年1月1日   | 匿名的好友 | SONY MUSIC                      |
| 2010 | 民視《明日之星》         | 民視《明日之星》-EP                                      | 2010年2月15日  | 幸福的家伙、世事多變、傷心無尾巷、叫我女王 | 福茂唱片                        |
| 2010 | 劉若英                   | 在一起 (台灣偶像劇：偷心大聖PS男 片尾曲)                 | 2010年4月16日  | 我們沒有在一起 | 相信音樂                        |
| 2010 | 內地歌手-陸遙            | 路遙                                                     | 2010年6月4日   | 路遙、冷香水 | SONY MUSIC                      |
| 2010 | 內地歌手-李宵雲          | 你看到的我是藍色的                                       | 2010年7月7日   | 你看到的我是藍色的 | 天娱传媒                        |
| 2010 | 蔡卓妍                   | As A Sa                                                  | 2010年6月15日  | 知己 | 英皇娛樂 / 天凱唱片             |
| 2010 | 丁噹                     | Fu Good 下一站，天后 自選x精選-自選盤                    | 2010年7月9日   | I Will Always Love You | 相信音樂                        |
| 2010 | Shine黃宇曛              | 黃宇曛                                                   | 2010年9月16日  | 彩虹雨 | SONY MUSIC                      |
| 2010 | 林育羣                   | 未來的第一站                                             | 2010年10月22日 | 一個人生活、星星（I Am Not A Star） | SONY MUSIC                      |
| 2010 | 洪敬堯                   | 戀花LIAN HUA 合輯                                        | 2010年10月22日 | 快樂的牧場 | SONY MUSIC                      |
| 2010 | 吳亦帆                   | 昨天的天堂                                               | 2010年10月25日 | 昨天的天堂 | 環球音樂、喜歡唱片              |
| 2010 | 邰正宵                   | 奇經八脈                                                 | 2010年12月3日  | 情人傘 | 環球唱片                        |
| 2010 | 黃雅莉                   | 前任女友                                                 | 2010年12月20日 | 同城 | 福茂唱片                        |
| 2010 | 胡夏                     | 胡.愛夏                                                  | 2010年12月17日 | 愛都是對的 | SONY MUSIC                      |
| 2010 | A-Lin                    | 寂寞不痛                                                 | 2010年12月24日 | 抱緊一點 | Avex                            |
| 2011 | 蕭煌奇                   | 孤獨的和弦                                               | 2011年1月20日  | 孤獨的和弦 | 華納音樂                        |
| 2011 | 張心傑                   | 打開心傑 (八大戲劇台韓劇《媽媽發怒了》片尾曲)            | 2011年3月3日   | 愛了就沉淪 | 百代音樂                        |
| 2011 | 范瑋琪                   | Love & FanFan                                            | 2011年3月18日  | 暮光 | 福茂唱片                        |
| 2011 | 超級偶像(李寶龍、王瀞韓) | Super! I Do!                                             | 2011年5月6日   | 功夫熊貓 | SONY MUSIC                      |
| 2011 | 陳暉宜                   | 台灣偶像劇：旋風管家 插曲                                | 2011年6月30日  | 幸福最終話 | 福茂唱片                        |
| 2011 | 浪花兄弟                 | 《The Crew樂酷 概念合輯》& 公視瑰寶1979插曲              | 2011年6月7日   | 痛了才懂 | SONY MUSIC                      |
| 2011 | 孫耀威                   | 沒有說再見                                               | 2011年8月5日   | - 不屬於我的淚 - 最好的安排 - 你變了沒有 | 環球音樂                        |
| 2011 | AK (沈建宏 & 陳奕)       | 李小龍                                                   | 2011年9月1日   | 說妳也愛我 | 達騰娛樂                        |
| 2011 | 林育羣                   | 那些年，我們一起追的女孩 電影插曲                        | 2011年8月19日  | 人海中遇見你 | SONY MUSIC                      |
| 2011 | 袁詠琳                   | 2 BE DIFFERENT                                           | 2011年9月29日  | 朋友 | SONY MUSIC                      |
| 2011 | 黑Girl                   | Hey Girl                                                 | 2011年10月18日 | - Hey Girl - 是情人也是朋友 | 群石國際                        |
| 2011 | 丁噹                     | 台灣偶像劇：真心請按兩次鈴 片尾曲                        | 2011年11月15日 | 明年情人節 | 相信音樂                        |
| 2011 | 曾靜玟                   | 嗨!靜玟                                                  | 2011年11月8日  | 你怎麼看我 | 福茂唱片                        |
| 2011 | 林育羣                   | 中英文專輯《ENDLESSLY》                                  | 2011年11月18日 | My Love Will Follow You 、 人海中遇見你 | SONY MUSIC                      |
| 2011 | 天天                     | 天天                                                     | 2011年12月16日 | 給天天 、 離愛情有點近 | EMI                             |
| 2011 | 蕭煌奇                   | 思念會驚                                                 | 2011年12月27日 | 愛情無尾巷 | 華納音樂                        |
| 2011 | 黃鴻升                   | 黑心傷品                                                 | 2011年12月23日 | 澀谷 | 滾石唱片                        |
| 2011 | 機動現場                 | 重生再起                                                 | 2011年12月9日  | Rescue 、 時空旅行 (with 機動現場) | Avex                            |
| 2011 | 唐禹哲                   | 開往明天的旅行(新歌+精選)                                | 2011年4月26日  | 觸電 | Avex                            |
| 2012 | 品冠                     | 未拆的禮物                                               | 2012年1月6日   | 未拆的禮物、曬月光 | 相信音樂 / 環球唱片             |
| 2012 | 井柏然                   | 井柏然                                                   | 2012年2月6日   | 不過情人節 | 種子音樂                        |
| 2012 | 陳僖儀                   | Crazy Love                                               | 2012年3月16日  | 我太傻 | 星娛樂                          |
| 2012 | 胡夏                     | 燃點                                                     | 2012年2月24日  | 讓我愛你 | SONY MUSIC                      |
| 2012 | 溫嵐                     | LANDING                                                  | 2012年3月9日   | - 忍不住原諒 - 輕戀愛 - 手印 | 種子音樂                        |
| 2012 | 丁噹                     | 好難得                                                   | 2012年5月18日  | 好難得 | 相信音樂                        |
| 2012 | 內地歌手-赵晨妍          | 牽牛花 微電影《靈魂中轉站》 主題曲                       | 2012年5月22日  | 牽牛花 、蜜蜜 | 北京星娱文化                    |
| 2012 | 陳威全                   | 傾聽                                                     | 2012年6月15日  | 傾聽、遲來的祝福 | 滾石唱片                        |
| 2012 | 郁可唯                   | 失戀事小                                                 | 2012年8月23日  | 失戀事小 、你好嗎 | 滾石唱片                        |
| 2012 | 關詩敏                   | 關在家                                                   | 2012年8月24日  | 第一次失戀 | 種子音樂                        |
| 2012 | 張韶涵                   | 有形的翅膀                                               | 2012年10月12日 | 最近好嗎 、我沒改變 | 美妙音樂                        |
| 2012 | 艾怡良                   | 如果你愛我                                               | 2012年11月2日  | 在我愛你之前 | SONY MUSIC                      |
| 2012 | 內地歌手-乔任梁          | Pin.K 拼                                                 | 2012年12月10日 | Boom Boom Boom 、You Are Beautiful | 华纳音乐                        |
| 2013 | Cozy Diary 輕日記樂團    | 一場小聰明                                               | 2013年1月31日  | 一場小聰明 、一個人曖昧 | 禾廣唱片                        |
| 2013 | 楊宗緯                   | 初.愛                                                    | 2013年3月29日  | 忘了我 | 環球音樂                        |
| 2013 | 畢書盡                   | Come back to Bii                                         | 2013年5月16日  | I Know | 福茂唱片                        |
| 2013 | 林采緹                   | 女帝詔曰 韓劇：清潭洞愛麗絲 片尾曲                       | 2013年8月9日   | 隱形去看你 | Avex                            |
| 2013 | 范瑋琪                   | 壹電視自製偶像劇-幸福蒲公英 片頭曲                       | 2013年4月8日   | 蒲公英 | 各大數位平台                    |
| 2013 | 杜德偉                   | 好樣                                                     | 2013年8月30日  | 因為你 | 滾石唱片                        |
| 2013 | 吳亦帆                   | 另存心檔                                                 | 2013年11月13日 | 大雨欲來 | 米樂士娛樂                      |
| 2013 | 邰正宵                   | 歌者                                                     | 2013年12月27日 | 歌者、坦白 | 磅礡音樂                        |
| 2013 | 歐漢聲                   | THIS IS O.D 歐漢聲                                       | 2013年12月22日 | 天橋塗鴉 | 金牌大風                        |
| 2013 | Dream Girls              | 美麗頭條                                                 | 2013年12月27日 | 再見我愛你 | 福茂唱片                        |
| 2014 | 林俊逸                   | 絕對主義-聆聽逸世紀                                      | 2014年5月8日   | 放手以後 | 果核音樂                        |
| 2014 | Mayday 五月天            | 可口可樂2014世足中文主題曲 原聲帶精選 / 超級劇無霸 (2CD) | 2014年6月13日  | 由我們主宰 （页面存档备份，存于） | 相信音樂                        |
| 2014 | 品冠                     | 隨時都在                                                 | 2014年6月18日  | 隨時都在、你不是我、拖延症 | 種子音樂                        |
| 2014 | 陶喆＆岳定辉             | 北京衛視-最美和聲2 半決賽                                | 2014年7月5日   | 白月光 （页面存档备份，存于） | 北京衛視最美和聲2               |
| 2014 | 林昕陽                   | 1000個太陽                                               | 2014年7月9日   | Last Night(曲) 中視 繼承者們片頭曲 | 種子音樂                        |
| 2014 | 陶喆＆王奕丁             | 北京衛視-最美和聲2 總決賽                                | 2014年7月12日  | 選擇 | 北京衛視最美和聲2               |
| 2014 | 黃宥傑                   | 達文西的左手                                             | 2014年7月24日  | 傷愛罪 、三吋日光 、撕裂記憶 | 米樂士娛樂                      |
| 2014 | 梁文音                   | 漫情歌                                                   | 2014年10月9日  | 愛其實很殘忍 （页面存档备份，存于） | 環球音樂                        |
| 2014 | 畢書盡                   | Action Bii                                               | 2014年12月19日 | 我們在愛中漫步 （三立、東森偶像劇<聽見幸福> 插曲） | 福茂唱片                        |
| 2015 | 游鴻明                   | 最近的游鴻明                                             | 2015年4月24日  | 敵不過想念 | SONY Music                      |
| 2015 | 光良                     | 那些未完成的 (To Be Continued)                           | 2015年5月2日   | 那些愛過的事 | 星娛音樂有限公司                |
| 2015 | 電影 小時代4-靈魂盡頭    | 小時代4-靈魂盡頭 片尾曲                                  | 2015年7月6日   | 歲月縫花 | 海蝶音乐                        |
| 2015 | 吳亦帆                   | 魔女                                                     | 2015年12月3日  | 你不准愛我 （页面存档备份，存于） | 米樂士娛樂                      |
| 2015 | 蕭敬騰                   | Reminiscence                                             | 2015年12月31日 | 想你的人沒有睡 (Sleepless night) | 華納唱片                        |
| 2016 | 范瑋琪                   | 范范的感恩節                                             | 2016年1月9日   | 一隻眼睛 (With One Eye) | 福茂唱片                        |
| 2016 | 陳零九                   | Nine                                                     | 2016年1月11日  | 豆漿 | 滾石唱片                        |
| 2016 | 丁丁                     | 曙光                                                     | 2016年1月13日  | 你是我的李白 | 夢響當然音樂                    |
| 2016 | Debbie 黃荻鈞            | 另存寂寞                                                 | 2016年3月3日   | 另存寂寞（衛視中文台「繼承者們」片頭曲、緯來「沒關係是愛情啊」片頭曲）                                                                                                   | 海蝶音樂/太合音樂（Taihe Music) |
| 2016 | 有感覺樂團 F.E.E.L       | 同名專輯                                                 | 2016年5月25日  | 遍體鱗傷（東森韓劇【記得我愛你】片頭曲） | 亞神音樂                        |
| 2016 | Xuan 正皓玄              | 第二夢想                                                 | 2016年6月2日   | 飛鳥 | 禾廣                            |
| 2016 | SNH48 - Team X 3rd Stage | 「夢想的旗幟」劇場公演                                   | 2016年10月28日 | 夢 | 「夢想的旗幟」劇場公演          |
| 2016 | SNH48 - Team X 3rd Stage | 「夢想的旗幟」劇場公演                                   | 2016年10月28日 | 無可替代 | 「夢想的旗幟」劇場公演          |
| 2016 | SNH48 - Team X 3rd Stage | 「夢想的旗幟」劇場公演                                   | 2016年10月28日 | 閃亮加冕 | 「夢想的旗幟」劇場公演          |
| 2016 | SNH48 - Team X 3rd Stage | 「夢想的旗幟」劇場公演                                   | 2016年10月28日 | 未來寄語(此版為正確、大陸歌曲網站誤植吳老師) | 「夢想的旗幟」劇場公演          |
| 2016 | 胡利基                   | 一天                                                     | 2016年11月15日 | 無法承受的重量 | 後台音樂                        |
| 2016 | 郭靜                     | 我們曾相愛                                               | 2016年12月22日 | 傻傻愛著你 | 福茂音樂                        |
| 2016 | 黃妃                     | 雙生花                                                   | 2016年12月30日 | 雙生花、巴兩個啊乎我清醒 | 米樂士娛樂                      |
| 2017 | SNH48 -Team HII          | 「美丽世界」劇場公演                                     | 2017年4月8日   | H zone | 「美丽世界」劇場公演            |
| 2017 | SNH48 -Team HII          | 「美丽世界」劇場公演                                     | 2017年4月8日   | 天天向上 | 「美丽世界」劇場公演            |
| 2017 | 黃立綺 Likky             | 不想成為那一種大人                                       | 2017年4月15日  | 不想成為那一種大人、不痛不痛、限定款、打分數 | 後台音樂                        |
| 2017 | 莫海婧                   | 夢想強音合輯                                             | 2017年5月16日  | 愛已深 | 夢想強音合輯                    |
| 2017 | 亦帆                     | 亦帆風順                                                 | 2017年8月25日  | 一帆風順 | 米樂士娛樂                      |
| 2017 | SNH48-Team NII           | 以愛之名                                                 | 2017年10月7日  | 為了那些逝去的愛情（曲/編曲） | 「以愛之名」劇場公演            |
| 2017 | 徐藝首張EP               | 誰說的二十歲的女孩不能唱一首這麼慘的情歌                 | 2017年10月23日 | 誰說的二十歲的女孩不能唱一首這麼慘的情歌、格林童話、好好的、逆時針長大、呵呵                                                                                             | 愛世紀聲像                      |
| 2017 | 杜婧荧                   | 愛奇藝電視劇-特化師 主題曲                               | 2017年11月20日 | 讀懂 | 特化師音樂原聲帶                |
| 2017 | 陳零九                   | 敢不敢                                                   | 2017年12月28日 | 你的名字 (三立華劇《已讀不回的戀人》片尾曲) | 滾石音樂                        |
| 2017 | 秀蘭瑪雅                 | 寄乎人生的21張批                                         | 2017年12月31日 | 憨天真、批(O.T上弦月) | 米樂士娛樂                      |
| 2017 | 黃宥傑                   | 沈默的陪審團                                             | 2017年12月31日 | 綁好鞋帶、千金(東森戲劇/綜合台《傲骨賢妻 》片尾曲) | 米樂士娛樂                      |

## 音樂製作

### 2017
- 徐藝首張EP《誰說的二十歲的女孩不能唱一首這麼慘的情歌》 ——《誰說的二十歲的女孩不能唱一首這麼慘的情歌》(with 張暢）

《格林童話》、《好好的》、《逆時針長大》、《呵呵》
- 獨立雙人組合ABS 首張數位EP《ABS 解悶》 ——《抓背》、《厝內Lady》、《內山蟻菇》、《坐咧》

### 2015
- 電影 《小時代4：靈魂盡頭》片尾曲 ——《歲月縫花》 共同製作 with 樂室娛樂

### 2013
- 內地人气女星娄艺潇2013时尚动作射击网游《枪神纪》主题曲 ——《枪神的荣耀》 共同製作 with 樂室娛樂

### 2009
- 獨立樂團《5%》全創作 EP ：Strange World 全製作／混音

## 配樂作品

### 2010
- 琉璃工坊-上海世博《上海琉璃藝術博物館女媧補天》：動畫配樂

### 2008
- 華視偶像劇《這裡發現愛》原聲帶：發現愛、體驗
- 羅志祥《殘酷舞台真實錄 小巨蛋演唱會》Live DVD：Intro
- 中視偶像劇《牽牛花開的日子》：電視配樂

### 2007
- 中視偶像劇《轉角遇到愛》原聲帶：我想要說
- 華視偶像劇《親親小爸》部份電視配樂
- 華視偶像劇《換換愛》電視配樂：玩美比例
- 盧學叡《盧學叡同名專輯》：愛我的兩個人、離心力
- 華視偶像劇《美味關係》原聲帶：迷宮、愛上這世界、直覺、Don't Say Goodbye

### 2006
- 中視偶像劇《Silence-深情密碼》原聲帶：悲傷之卷
- GTV八大電視偶像劇《屋頂上的綠寶石》原聲帶：綠寶石（鋼琴、弦樂版）、那時候（火熱探戈版、絕望悲悽版）、時光（輕快跳躍版）

### 2004
- 華視電視劇《火線任務》原聲帶：一個人

## 音效製作

### 2005
- PSP遊戲《Bounty Hounds》音效協力

## 詞曲作品
| 歌手                            | 專輯名稱                                 | 曲目                                                                                 | 發行日         | 唱片公司               |
| ------------------------------- | ---------------------------------------- | ------------------------------------------------------------------------------------ | -------------- | ---------------------- |
| 康晉榮-康康                     | 管你媽媽嫁給誰                           | 我的家庭 (曲) （页面存档备份，存于）                                                 | 2005年10月28日 | Sony BMG               |
| 吳宗憲 方子穎                   | 電視劇《猜心妙手》片尾曲                 | 雲拓 （页面存档备份，存于）                                                          | 2006年10月8日  | Sony BMG               |
| 陳揚傑                          | 似火                                     | 似火(詞/曲) （页面存档备份，存于）                                                   | 2006年5月17日  | 中唱數碼娛樂           |
| 劉亦菲                          | 劉亦菲                                   | 做你的秒鐘（詞/曲） （页面存档备份，存于）                                           | 2006年8月31日  | 日本SONY               |
| U-Girl                          | U-Girl《優女生EP                         | U-Girl優女生（曲/執行製作）                                                          | 2006年9月18日  | 完全娛樂               |
| 新人女子團體-2女                | BLAH BLAH BLAH                           | 你說                                                                                 | 2008年2月29日  | Sony BMG               |
| Andox&黑仔                      | 新城勁爆兒歌                             | 練武功（曲） （页面存档备份，存于）                                                  | 2011年4月17日  | 新城勁爆兒歌           |
| 胡利基                          | 我是胡利基                               | 打開愛(詞/曲 with Sheep) （页面存档备份，存于）                                      | 2012年8月10日  | YOUTUBE                |
| 潘辰                            | 潘辰                                     | 渡口（曲）With Sheep （页面存档备份，存于）                                          | 2012年8月28日  | 环球唱片               |
| 喬任梁                          | Pin.K/拼                                 | Boom Boom Boom (曲) （页面存档备份，存于）                                           | 2012年12月10日 | 华纳音乐               |
| 微電影-最後一節車廂男(LAST MAN) | LAST MAN-插曲                            | Give Me Your Heart(詞/曲 with Sheep)                                                 | 2013年3月23日  | YOUTUBE                |
| 微電影-最後一節車廂男(LAST MAN) | LAST MAN-主題曲                          | 是誰(詞/曲 with Sheep)                                                               | 2013年3月23日  | YOUTUBE                |
| 林昕陽                          | 1000個太陽                               | Last Night(曲) 中視 繼承者們片頭曲                                                   | 2014年7月9日   | 種子音樂               |
| 薇薇                            | 動動                                     | 動動(曲)                                                                             | 2014年9月14日  | 數位發行               |
| SNH48 - Team X 3rd Stage        | 夢想的旗幟                               | 夢(曲) （页面存档备份，存于）                                                        | 2016年10月28日 | 「夢想的旗幟」劇場公演 |
| SNH48 - Team X 3rd Stage        | 夢想的旗幟                               | 閃亮加冕(曲) （页面存档备份，存于）                                                  | 2016年10月28日 | 「夢想的旗幟」劇場公演 |
| SNH48 - Team X 3rd Stage        | 夢想的旗幟                               | 未來寄語(曲)(此版為正確、大陸歌曲網站誤植吳老師) （页面存档备份，存于）              | 2016年10月28日 | 「夢想的旗幟」劇場公演 |
| 林佳音-花兒                     | 你呢                                     | 你多完美(詞曲) （页面存档备份，存于）                                                | 2016年12月24日 | 後台音樂               |
| SNH48-Team HII                  | 美麗世界                                 | 化學超女子(曲) （页面存档备份，存于）                                                | 2017年4月8日   | 「美麗世界」劇場公演   |
| SNH48-Team NII                  | 以愛之名                                 | 為了那些逝去的愛情(曲) （页面存档备份，存于）                                        | 2017年10月7日  | 「以愛之名」劇場公演   |
| 徐藝首張EP                      | 誰說的二十歲的女孩不能唱一首這麼慘的情歌 | [誰說的二十歲的女孩不能唱一首這麼慘的情歌(曲).好好的(詞：WG/江曉音 （曲).呵呵(詞/曲] | 2017年10月23日 | 愛世紀聲像             |

## 其他音樂工作經歷

### 2016
- 新竹市政府主辦 2016新竹生活節 【2016搖滾新竹 樂團歌唱比賽】 評審

### 2015
- 臺北城市科技大學與社團法人中華音樂著作權協會(MUST)共同策劃 【2015音樂創作人才培訓國際工作坊】 基礎班編曲講座  講師

### 2013
- 天娱副总王柯  婚禮主題曲《最亲密的约定》 (弦樂編寫＆弦樂錄音）

### 2012
- 磨菇團 Mushroom《我們是磨菇》專輯：Why 、 等我回來 (弦樂編曲)
- 愛世紀聲像音樂微電影《Last Man-最後一節車廂男》：（導演、攝影師、剪接、微電影配樂、微電影音樂製作詞曲與編曲）

### 2011
- AK沈建宏&陳奕《李小龍》EP --- 說妳也愛我 （配唱製作協力）

### 2009
- 獨立樂團《5%》全創作 EP ：（全製作／混音）
- 第46屆金馬獎懷舊電影組曲（伍思凱、楊宗緯）：with（無限願景 洪敬堯、陳子杰老師）
- 陳坤《謎》專輯：愛你有多麼寂寞（鋼琴、弦樂編寫）

### 2008
- 楊宗緯尾牙演唱組曲

### 2007
- 《哈林香港紅磡演唱會》：Programmer
- 《HitFM流行音樂獎》：十大新人演唱組曲編排

### 2006
- 《HITO流行音樂獎十位新人演唱十大金曲》：組曲編排

## 入圍/得獎記錄
| 年度 | 獎項                                                            | 作品                         | 結果 |
| ---- | --------------------------------------------------------------- | ---------------------------- | ---- |
| 2010 | 2010中國music radio內地年度十五大金曲 -（編曲）                 | 李霄雲《你看到的我是藍色的》 | 獲獎 |
| 2010 | 2010香港新城“11首勁爆兒歌“-（作曲）                             | 練武功                       | 獲獎 |
| 2012 | 2012第20屆《中歌榜》：港台地區最佳編曲獎 （页面存档备份，存于） | 郁可唯《失戀事小》           | 入圍 |